# Alexander III (påve)
Alexander III, född Rolando Bandinelli cirka 1100 i Siena, Italien, död 30 augusti 1181, var påve från den 7 september 1159 till sin död den 30 augusti 1181.

## Biografi
Rolando Bandinelli föddes i en framstående släkt från Siena. Han blev professor vid universitetet i Bologna, där han utmärkte sig som kanonist när han utgav kommentarer till Gratianus Decretum, vilka i folkmun fick titeln Summa Magistri Rolandi. År 1150 kallades han till Rom av påve Eugenius III, och han gjorde snabb karriär i kyrkan. Han upphöjdes till kardinaldiakon av Santi Cosma e Damiano och året därpå till kardinalpräst av San Marco, och sedan påvlig kansler. Påve Hadrianus IV utnämnde Bandinelli till sin rådgivare, och han tillhörde navet i den grupp kardinaler som försökte bryta förbindelserna med Tyskland genom att ingå allianser med Neapel och normanderna. Till Fredrik I Barbarossa sade kardinal Bandinelli i Besançon (1157) att kejsarkronan var ett påvligt beneficium och därefter hade han skaffat sig fiender för livet hos de tyska furstarna.
Vid den konklav av 22 kardinaler som sammanträdde efter Hadrianus död röstade samtliga utom tre på Rolando Bandinelli; detta trots att nio var öppet lojala mot kejsaren. Han antog påvenamnet Alexander men det kejserliga partiet utsåg en motpåve, Victor IV. Trots tumult kröntes Alexander till påve den 20 september 1159.
Det ålåg kejsaren att bilägga schismen och han sammankallade till möte i Pavia. Genom att tilltala motpåven som Victor IV och påven som kardinal Rolando, försade han sig och visade på sin partiskhet. Påven hävdade därför att rättegången var ogiltig, och att han vägrade lägga sin lagliga rätt i händerna på en sådan. Kejsaren kom som väntat fram till att motpåven skulle vara den giltige påven. När Alexander mottog domen, befann han sig i Anagni, och där exkommunicerade han kejsaren samt frigjorde sig från sina trohetsband. Schismen fortfor i 17 år, och fick inte ett slut förrän Barbarossa besegrats vid slaget vid Legnano 1176.
Under schismen levde Alexander i landsflykt i Frankrike, vilket fick till följd att påvens makt och katolicismen stärktes där. Henrik II av England var en annan han fick tillfälle att möta, när denne gick i strid mot Thomas Becket, där Alexander hävdade kyrkans rätt mot kungen. Efter att Becket mördats 1170 lyckades Alexander förmå kungen till att erkänna de rättigheter som han nekat kyrkan genom Becket. Vidare gjorde sig Alexander känd som en motståndare till slaveriet.
Alexander III vigde 1164 den förste svenske ärkebiskopen, Stefan, som hade sitt säte i Uppsala. År 1179 presiderade Alexander vid Tredje Laterankonciliet. Han uppmuntrade den akademiska strömningen som genomsyrade Europa och som ledde till att flera universitet grundades.
Han avled i Civita Castellana och begravdes i Laterankyrkan.

## Bilder
| - Påve Alexander III:s gravmonument, ritat av Domenico Guidi. |